# Haematopota alluaudi
Haematopota alluaudi är en tvåvingeart som beskrevs av Surcouf 1908. Haematopota alluaudi ingår i släktet Haematopota och familjen bromsar. Inga underarter finns listade i Catalogue of Life.